# サスケ (漫画)
『サスケ』は、白土三平による日本の漫画作品である。光文社の少年漫画雑誌『少年』1961年7月号から1966年3月号まで全55話が連載され、1968年にはテレビアニメ化もされた。

## 作品解説
白土三平の代表作の一つ。徳川方の刺客達との戦いを通じて、甲賀流の少年忍者・サスケの活躍と成長を描く。かわいらしい絵柄と裏腹に情け容赦のない展開で登場人物が死に、当時の漫画とは一線を画した作品であった。作中で使用される忍術には科学的な解説による種明かしがされており、当時の読者層だった子供にもわかりやすく丁寧に書かれている。雑誌掲載時のタイトルは1961年7月号から1965年2月号までが『サスケ』で第1部にあたり、1965年5月号から1966年3月号までの第2部は『サスケ第2部』となっていた。2部では小島剛夕が作画協力している。
当初は『少年』本誌での連載だったが、1961年12月号より本誌とその付録本に連載する形となる。付録本には本誌の続きが掲載されていた。その後1962年7月号と8月号の複合付録本（他の作家の漫画と併録形式の付録本）『少年漫画ブック』での掲載を経て、付録本での連載となった。1966年1月号から3月号までの最終3話分は複合付録本『少年パンチ』での掲載となっている。
1963年、白土は本作と『シートン動物記』で第4回講談社児童まんが賞を受賞。1968年にはテレビアニメ化され、それと併せてリメイク版が『週刊少年サンデー』（小学館）に連載された（後述）。
2020年、『白土三平自選短編集 忍者マンガの世界』が平凡社より出版された。その中に単行本未収録のリメイク版サスケの予告マンガと、白土が晩年に描いたサスケの習作スケッチ数点が掲載された。

## 登場人物
声はアニメ版のもの。

### サスケと仲間達
サスケ
声 - 雷門ケン坊
主人公。父から甲賀流忍術を受け継ぎ、「猿飛の術」「分身の術」「微塵がくれの術」などの忍術を駆使して戦う少年忍者。父と共に様々な強敵と戦い続け、忍者の心技体を磨いていく。生き残るために敵を倒す非情さを心得ているが、やはり素顔は幼さを残す少年であり、死んだ母親に対する思慕の情を強く持ち続けている。第2部では成長し、腹違いの弟・小猿を抱えて放浪する。
最終的に、力を貸そうとした農民たちが引き起こした百姓一揆に巻き込まれて小猿を失い、放心状態のままどこかへと姿を消した。
大猿大助
声 - 外山高士
サスケの父。真田幸村配下の甲賀忍者。猿飛忍群の一人であり、「猿飛の術」の使い手。サスケにあらゆる忍術を教えるとともに、忍びとしての心構えを説く。素手で暴れ牛の首を折るほどの怪力の持ち主。人間だけでなくイノシシにも化けるなど、変装術にも優れる。幼い頃、忍者にさらわれて忍として育てられたという過去がある。
宗教の類は一切信じておらず、神仏に縋るよりも自らの地力を持って生き延びるために努力することが何よりも肝要という現実的な視点を持ち、どんな逆境においても決してあきらめず、追い詰められた末に自らの意志で殉教を選ぼうとするキリシタンたちを鼓舞する強い精神力の持ち主。
長い放浪の末にサスケと共にキリシタンの隠れ里に移り住み平穏な日々を過ごしていたが、隠れ里壊滅の際に脱出する人々を手助けする道中に半蔵によって仕掛けられた罠により死亡する。

サスケの母
声 - 平井道子
サスケにとっては優しい母であり、大猿にとっては良き妻だったが、大猿を追ってきた服部半蔵の娘に殺されてしまう。
アニメ版では、死後もサスケの回想などを通じて登場する。
スガル／若菜
声 - 北浜晴子
伊賀抜け忍の住む隠れ里に逃げ込んできたキリシタンの一人。旅の途中で病に倒れた大猿を看病したことがきっかけで大猿と愛し合うようになり、結婚して家族四人で一時幸せな生活を送った。隠れ里壊滅の際は妊娠中で大岩の隙間に隠れて地下水を飲んで生き延びており、サスケの介助で小猿を産んでそのまま息を引き取る。アニメ版ではキャラクター名が「若菜」となっている。
楓／薫
声 - 栗葉子
スガルの娘。サスケよりも年上であることもあって精神的にも大人であり、母の面影を引きずるサスケと違って大猿と母の再婚を容認していた。母の再婚によりサスケの義理の姉となったが、隠れ里壊滅の際、半蔵の仕掛けた罠に巻き込まれ死亡する。
アニメ版ではキャラクター名が「薫」となっている。
小猿
大猿とスガルの間に生まれた子でサスケの異母弟。第2部最終回において村で起こった一揆の騒動に巻き込まれ行方不明となってしまう。
石猿佐助
声 - 池水通洋
猿飛忍群の一人。普段は石工をしている。
石猿の妻（雪）
声 - 平井道子
サスケの叔母。サスケの母の双子の妹であるため、サスケの母とそっくりの容姿を持つ。アニメ版ではキャラクター名が「雪」となっており、声をサスケの母役の平井道子が二役として演じている。
石猿の子供達
声 - 雷門ケン坊
容姿はサスケとそっくりで、服装にいたっては完全に同一の四つ子。山の中で遭遇した猟師（九鬼一族の一人）を分身四つ身の術でからかったことで一人は撃たれて死んでしまう。
アニメ版では、声をサスケ役の雷門ケン坊がサスケと合わせて一人五役でこなしている。
さらにアニメ版では、生き残った三人のうちの一人は右目の下にあるほくろで見分けることができる。
赤猿
大猿の仲間である元・忍者。現在は易者と絵師で生計を立てている。
猿飛忍群
声 - 富山敬、野本礼三ほか
「猿飛」とは人の名ではなく術の名であり、猿飛の術を使う者はみな「猿飛」である。真田幸村に仕える猿飛忍群は同じ顔に変装し、「大猿」「石猿」といった名前で呼び合っている。他にも「赤猿」「土猿」「日猿」「木猿」がいる。
霧隠才蔵
声 - 近石真介
大猿の盟友。謎の忍者「霞の小源太」に扮して根来衆に命を狙われた大猿を救う。ヨーヨーや「霧がくれの術」「霧ケシの術」を使う。

### サスケの敵
服部半蔵
声 - 納谷悟朗、原田一夫（無念）
公儀隠密首領。豊臣方の残党狩りに暗躍し、サスケ親子をつけ狙う。いわゆる２代目半蔵。
配下の伊賀忍者の反乱により首領の座を追われた後は「無念」と名乗り隠れ里に潜入、幕府軍を呼び込んで隠れ里を殲滅させ、大猿大助を殺害することに成功する。その後、鉄砲隊を率いて切支丹側についた忍者狩りに出る。付近に毒を撒いて潜伏者を炙り出す策略を仕掛け戦果を挙げるが、サスケの逆襲で隊の飲み水にも密かに毒を入れられる。しかし自らの術を過信した半蔵はあくまでも残党狩りに固執して、水不足と仲間割れで隊を全滅させてしまった。そうして気力体力を消耗した挙句に、最後はサスケとの一騎討ちになりついに討ち取られた。（アニメでは無念の正体は明かされず、サスケ親子と協力しキリシタンを幕府の手から脱出させて去る。）
「おぼろ影の術」「炎しばりの術」が得意技。
柳生但馬守
声 - 加藤精三
柳生忍群の首領。柳生一門の安全と発展のために作られた忍者集団・柳生忍群を使ってサスケたちを追う。柳生忍群は諸国の大名だけでなく、公儀隠密団も恐れる存在。
柳生十兵衛
声 - 市川治
但馬守の息子であり、隻眼ながら優れた少年忍者。偶然遭遇したサスケを陰流忍術「くぐつ剣」「くもしばりの術」「分身八つ身の術」で圧倒するが、サスケと石猿の子供達の連係プレーに翻弄され敗退。サスケを自分のライバルと見定め、第2部では再びサスケをつけ狙う。
多くの作品で眼帯をつけた剣豪として描かれるが、本作では忍者然としたいでたちで描かれており、眼帯はつけていない。
徳川家康
声 - 根本嘉也
江戸城に忍び込んできた猿飛佐助の影におびえ、半蔵と柳生但馬守に猿飛抹殺を命じる。
楓
声 - 来宮良子
半蔵の娘。犬よりも優れた嗅覚を持つ女忍者。サスケの母を殺し、山猫の群れを使ってサスケをも亡き者にしようと謀る。サスケの微塵がくれによって右足を失う。
死巻兵馬（しまき ひょうま）
第2部に登場する柳生配下の隠密。十兵衛の命令で謎の浪人や下男・小六に扮してサスケを監視する。サスケとの戦いで左腕を失う。小猿を失って茫然自失のサスケを偶然発見すると、仕返しとばかりに背中に手裏剣を打ち込む。それでも立ち上がるサスケをさらに攻撃しようとするが十兵衛に制止され、何処となく立ち去るのを見届けた。
糸瓜狂之助（へちま きょうのすけ）
声 - 森山周一郎
瓜のように長い顔を持つ異貌の剣客。大猿とは剣の腕は互角で、通常の手裏剣では通用しない凄腕。魔壁弾正が主催した御前試合に飛び入りで参加し、大猿と真剣勝負を繰り広げるが、引き分けとなったことで二人同時に家来として召抱えられた。
その後、椿カスミの仇討に手を貸そうとする大猿の目論見に気づいてサスケたちを人質に取り一騎討ちを挑むも大猿の使う巨大手裏剣・風車に敗れる。
糸瓜斬死郎（へちま ざんしろう）
声 - 森山周一郎
狂之助の弟。剣客の兄とは違い忍者。兄を殺した大猿とサスケに復讐を企む。3本の鎖と鉄球を組み合わせた「微塵」という特殊な武器を使う。
大猿の留守中にカスミを人質にとってサスケを待ち構えるが、サスケの虚をついた奇襲と円月剣に敗れる。
九鬼一族（くきいちぞく）
猟師に変装した忍びの五つ子。父・九鬼炎海（えんかい）が大猿に挑戦して倒されたのを恨み、猿飛一族を根絶やしにしようとサスケ達をつけ狙う。火術を得意とする。
鬼姫
声 - 杉山佳寿子
九鬼一族の生き残り。まだ幼い少女だが優れた知識と能力を持つくノ一であり、一族を滅ぼしたサスケ親子に復讐すべく執拗にその命を狙う。
狼や毒蛇などの動物を操る「闇笛の法」などを用いるほか、爆弾の扱いにも長ける。母親を探す少女キクを名乗って近づき、サスケを亡き者にしようと図った。サスケと忍術合戦を繰り広げ一度は殺されかけるもサスケが躊躇したことで命を救われる。以後も復讐を諦めきれずにいたものの、赤猿に絵の才能を認められ、弟子入りして復讐を忘れる。
母と死に別れたサスケは本性を隠して近づいてきたキクに対して同情と好意の念を持ってしまい、同い年の子供であることもあって、殺すことができなかった。
なお、九鬼一族の男たちの娘なのか、年の離れた兄弟なのかは不明。
鬼童丸
人買いの一味を率いる髭面の巨漢。八重垣の里の子供達をさらって身代金を要求する。
人買いの首領
声 - 大宮悌二
こじきの姿で鬼童丸の手下としてふるまっているが、実は真のボスであり、鬼童丸を影から操っている。
百鬼示現斎（ひゃっき じげんさい）
声 - 高塔正康
領主に雇われて領民の不満をそらすために働いている幻術師。水上を歩き、空中に縄をかけ、死んだ人間を生き返らすなど、様々な幻術を使って人々を惑わしている。武器として「血潮ゴマ」を使う。
謎の伊賀忍者
微塵がくれの秘密を知るために大猿に戦いを挑んできた忍者。実力が伯仲していたために数週間戦い続け、大猿が猿彦のもとに駆けつけるのが大幅に遅れる原因となった。切断された自分の左腕を囮にして大猿をおびき出そうとするも、止血をしなかったために失血死する。
不知火陣内（しらぬい じんない）
声 - 森山周一郎
伊那にある岩魚ヶ原の水争いで上の村に雇われた用心棒。長髪の浪人。下の村に味方する岩見平次を決闘で倒す。忍者・半助を相棒にしている。
単身敵討ちにやってきた岩見の息子である正吉を切り捨てたうえで利用し、彼に付き添ってきた大猿を罠にかけて追い詰めるものの、竜巻に巻き込まれた末、五体をバラバラにされて死亡する。
半助
陣内の相棒でサルのような風貌の小柄な忍者。マムシを操る。巧妙な計略「身虫（みのむし）の術」で大猿の視力を奪うが、竜巻に巻き込まれて生死不明となる。
根来乱雲斎（ねごろ らんうんさい）
根来衆を率いる頭領。公儀隠密に根来衆を売り込むが、柳生但馬守に「大猿の首をとってこれたら採用してもよい」とそそのかされて大猿の命を狙う。
鬼コブ
服部半蔵の部下達を襲撃した根来三人衆の一人。磁力刺股を持ち、「鉄壁」という薄型の鎧で身体を覆っているので手裏剣が効かない。
トバリの半助
領主に雇われて白根のトネを狙う伊賀忍者。催眠術の使い手であり、千本と催眠術を利用した「影ヌイの術」を得意とする。
四貫目（しかんめ）
同作者の複数の作品に同名の同じ姿をした忍者が登場している他、司馬遼太郎の小説にも登場する等、猿飛佐助と同様の有名無実の架空の忍者の一人。
同作者の『ワタリ』では主人公を助ける爺やであるが、本作ではサスケのライバルとして登場する。利害関係でたびたび対立はするものの、サスケと戦う時に手加減を加えたり、農民に援助したり陽炎の術を教えたりする心優しい一面もある。「カブト割り」という特殊手裏剣での「無角の術」が得意。
尾根のユガヨ
声 - 原田一夫
「乱（みだれ）」「三ツ角」「山影」「風穴」など手裏剣の秘術を操る達人。領主に雇われ一族を率いて四貫目の命を狙うが、カブト割りを使った「無角の術」の前になすすべなく敗れる。
シコロ
声 - 大塚周夫
全身の皮膚が角質化しており、刀や手裏剣を受けつけない特異体質の忍者。雷発手裏剣を使う。赤間正宗に雇われて赤間一門を暗殺するが、サスケが誘い込んだ洞窟に溜まっていたガスにより記憶喪失となる。
由比正雪
本作品で描かれる正雪は幕府転覆を狙う陰謀家であり忍者でもある。天領となった元・竹間藩の百姓一揆を扇動する。当初はサスケを公儀隠密と疑って戦いを挑むが、次第にサスケに興味を持つようになり自分の一味に加わることを勧める。
金井半兵衛
正雪の相棒で百法筒を使う凄腕の忍者として描かれる。

### その他の人々
おばば
サスケが閉じ込められた洞窟に住む老婆。かつて口減らしのために山奥に捨てられたが、偶然見つけた洞窟の奥にある冷凍マンモスを食べて三十年生きながらえていた。
椿カスミ
声 - 太田淑子
商人・椿七兵衛の娘。真壁弾正に殺された父の仇討ちを果たすべく、覆面の剣士となって笛吹城下で辻斬りを繰り返していたが、偶然通りかかったサスケに正体を見破られた際、父が残したヒスイの入った袋を落としたことがきっかけでサスケ親子と知り合うことになる。
大猿の根回しによって父の敵を討つ機会を得るが、関係のない者を多数巻き込むことにためらいを憶えて復讐をとりやめ、しばらくの間サスケ達と行動を共にした。その後、父に仕えていた下男と再会し、サスケと別れて旅立った。
椿七兵衛
カスミの父。商人として旅する途中、馬も品物も失って途方に暮れていた時に偶然ヒスイの眠る沼地を発見して大金持ちとなる。その後、真壁弾正の領地で商売をするために挨拶に上がるが、ヒスイを1粒献上したがためにヒスイの独占を狙う真壁によって拷問にかけられ、決して口を割ろうとしないまま死んでしまった。
真壁弾正（まかべ だんじょう）
笛吹城の城主。強欲で執念深い性格の持ち主。ヒスイの隠し場所を聞き出そうと椿七兵衛を拷問にかけ責め殺した。
その後、大ざるに教えられた竜神の術でヒスイの眠る沼地の水を吸い上げることに成功するが、留守中に一揆を起こした農民に術の仕掛けを壊され、生きながらピラニアに食われて死亡した。
サト
サスケの友達の女の子。母を亡くして寂しそうにしているサスケに、願い叶うという幻の谷のことを教える。
竜法師の耳なし
修行僧に扮した伊賀忍者。吹き針を得意とする。鬼姫の「闇笛の法」に敗れた。
剣山軍太夫（つるぎやま ぐんだゆう）
白波一刀流の遣い手。百鬼示現斎の幻術を見破って決闘を挑むが、血潮ゴマによって返り討ちにあう。
辻風十蔵
富田勢源門下で佐々木小次郎と一二を争うほどの腕前だったが、今は刀を捨て百姓をしている。百姓を惑わす示現斎を斬ろうと決意、再び剣を取って決闘をするも血潮ゴマに敗れる。
雪／綾
声 - 栗葉子
辻風十蔵の娘。父が示現斎に倒されたため、天涯孤独の身になってしまう。アニメ版では名を「綾」という。
猿彦
声 - 加藤正之
国巣（くず）一族の一人であり、大猿の知人。調教した大量の猿を使いこなしてサスケを誘拐、自分の子供に忍術を教えてもらおうとする。
子供たちの才能を自慢しているが、特に才能に秀でたものがあるというわけでもなく、本人もサスケの忠言をよそに忍術のことを甘く見ていたため、サスケを欺いて子供たちに術を内緒で試させた結果、全員死亡という悲惨な憂き目を味わう羽目になってしまった。
木の助、ムク、ウズメ、コブ
声 - 田上和枝、加藤みどり、堀絢子
猿彦の子供達。長男が木の助、次男がムク、長女がウズメ、三男がコブである。
サスケから忍術を習うが、サスケの忠言を破って内緒で微塵がくれの術を試し、誤って爆死してしまう。
岩見平次
甲賀出身の剣客。大猿とは旧知の仲。岩魚ヶ原の水争いで下の村に味方したため、不知火陣内に斬られる。
岩見長吉
声 - 小宮山清
平次の息子。甲賀で母と暮らしていたが、母の死後父を探す旅に出た。旅の途中で崖から転落、記憶をなくしているところをサスケ親子に救われる。不知火陣内に決闘を挑むが斬られてしまう。
鼓の兵助（つづみのへいすけ）
不知火陣内と長吉の決闘の場に偶然通りかかり、圧倒的に不利な長吉に対して助太刀を申し出た猟師。二連発銃を操り二羽の鳥を同時に撃ち落すほどの腕前。
撃ち落とした鳥の羽を目くらましに利用され、視界を阻まれた隙を突かれて陣内に斬殺される。
ナミ
岩魚ケ原の下の村の娘。半助に脅されて長吉が岩見平次の息子であることを喋ってしまう。
伊吹兵馬
声 - 山田康雄
無眼流を編み出した盲目の剣客。偶然から大猿と対決するはめになるが、お互いに目が見えない状態であることを知って刀を引き、お互いに知遇を得ることとなる。挑戦してきた霞の小源太に挑むが、軽くあしらわれて敗北する（殺されてはいない）。
伊賀・甲賀の一流忍者達
大猿の命を狙う根来衆に対抗するため、霧隠才蔵が各地から呼び寄せた。下柘植の耳、上野（こうづけ）の左、音羽の四郎、赤目の小太郎、百地三郎、二代目飛加藤、関の四貫目、穴山小助・大助兄弟、ダンズリの小助、岩見のシャリ、霞隼人、岩尾の不動、水口の竹、多羅尾のカスリ、戸沢幻夢の16人。これに猿飛忍群の赤猿、土猿、石猿、日猿、木猿が加わった。
チヨ
声 - 栗葉子
野犬の村の少女。野犬の問題や領主との戦いの中でサスケと仲良くなる。
スガル谷長老
声 - 雨森雅司
スガル谷のキコリを率いる村長。長年にわたって対立しているサカハギのマタギと決着をつけるための決闘に、娘の百合を村の代表として差し向ける。
百合
声 - 武藤礼子
スガル谷の村長の娘。サスケに命を救われたことがきっかけで知り合い、サスケから忍術を習う。密かにサカハギの隼人と愛し合っている。
隼人
サカハギのマタギの長の息子。百合とは恋人同士。吹雪の吹き荒れる決闘場で百合とにらみ合ったまま彫像のように凍りついてしまう。アニメ版では2人は互いの胸を剣で貫いたままで凍る。
三雲一角
「回転いなずま斬り」の遣い手。八木沢城の剣法指南役を選ぶ試合で流鉄人を倒したが、鉄人の息子・千四郎に敗れる。
三雲兄妹
声 - 栗葉子（五鈴）
三人の男子と末娘・五鈴からなる四兄妹。一角の仇を討つために一人ずつ「回転いなずま斬り」で流千四郎に決闘を挑む。
流鉄人（ながれ てつんど）
「流抜刀流」を操る剣客。三雲一角の前に敗れる。
流千四郎
声 - 青野武
父・鉄人から流抜刀流を受け継いだ達人。三雲親子を倒して八木沢城の指南役に取り立てられるが、改易のために浪人に戻ってしまう。後にサスケとトネを救うためにトバリの半助と戦うが、「影ヌイの術」に敗れて命を落とす。
フーテン男
サスケの前に現れた謎の浮浪者。影からサスケを見守る大猿に催眠術をかけられており、「波の鼓」の歌を歌うことでサスケに流千四郎の抜刀流を破るヒントを与えた。後に大猿は術を解いて礼金を渡そうとしたが、その直前にトバリの半助に風体を怪しまれて殺されてしまう。
白根のトネ
声 - 北浜晴子
サスケが一人旅の途中で出会った巡礼の女性。トネの姿に母の面影を重ねたサスケは、かまってもらおうと「寸白の法」で熱を出し、道端で倒れて彼女に看病してもらうこととなった。
実は伊賀のくノ一で手にしている杖も仕込み刀である。百姓から直訴状を江戸へ届ける密命を帯びているが、実は直訴状を江戸へ運ぶ百姓を領主の追手から守るための囮役を買って出ていた。
足助（あすけ）
トネの仲間。旅人に化けてトネと接触して情報を伝える。手だれの忍びだが、トバリの半助の千本に倒されてしまう。
和尚
山の中の寺で尼達と一緒に暮らす僧。サスケとトネに「内観の法」を教え、サスケに禅の修行を勧めるが、実は大猿の変装。本物の和尚は催眠術で眠らされており、目が覚めるたびにぼけたような様子を見せている。
イト
声 - 杉山佳寿子
炭焼き・八平次の娘。白いシカに「パク」と名づけ、可愛がっている。実はキリシタンであり、八平次の死後、遺言に従って母と二人で旅に出るがその途中でキリシタン狩りにあって捕らえられ火あぶりにされてしまう。
ヨネ
声 - 池田昌子
イトの母。八平次の妻。
八平次
声 - 仲村秀生
隻眼の炭焼き。眼帯は偽装であり実は赤間重太夫の影武者。「地泣き剣法」を使う。シコロの雷発手裏剣を受けて爆死。
赤間重太夫
赤間一門の筆頭各。藩主に狙われていることに気づき、将軍家に白いシカを献上して身の安泰を図ろうとする。
赤間正宗
声 - 納谷六郎
赤間藩十二万石の藩主。雇い入れた忍者シコロを使って重太夫らを暗殺し、赤間一門の土地を我が物にしようとする。サスケの「陽炎の術」にかかり、牢の間に閉じ込めた後に溶け死にしたはずの赤間がよみがえったと思い込んでて発狂する。
七兵衛
隠れ里の長。元・伊賀忍者で抜け忍を率いて隠れ里に移り住んだ。大猿とは旧知の間柄であり、そのよしみでキリシタンを里に受け入れる。無念の素性を怪しんで追跡するが、「おぼろ影の術」によって倒される。
タブテ
非人の狩人で弓の名人。サスケより年上だが、サスケに惚れ込んで「兄貴」と呼んで付きまとう。生活費を稼ぐために立ち入り禁止のお止場で狩りを繰り返したため、郡奉行の仕掛けた罠にかかって死ぬ。
およね
村の女房。小猿のための乳を求めて訪ねてきたサスケをにべもなく拒絶する。しかし、村が焼き討ちにあった際に瀕死の重傷を負い、死の間際に改心して乳を飲ませた。
お杉
竹間藩にある村の女房。サスケに頼まれて小猿に乳をやる。夫が年貢を払えないために娘と共に売り飛ばされるところをサスケに救われた。
お梅
サスケに好意を寄せる村の少女。偶然サスケと知り合い、小猿の世話をするようになる。一揆が鎮圧された際、白山藩の兵隊に惨殺されてさらし首にされてしまう。
お梅の父
竹間藩にある村の百姓代。江戸に直訴に行き、牢死する。
竹間藩家老
近江屋と手を組み藩主を暗殺して実権を握ろうと企んだが、死巻兵馬に連判状を奪われたため、観念して切腹する。
郡奉行（初代）
家老らの陰謀が発覚したために取り潰されて天領となった元・竹間藩に赴任してきた奉行。銭屋九郎兵衛と手を組み農民達から過酷な取立てを行う。庄屋儀兵衛を死に追いやったためにサスケに復讐され、儀兵衛の亡霊に怯えるようになり、精神を病んで川で溺れ死ぬ。
銭屋九郎兵衛
郡奉行に賄賂を贈り、利権を独占しようとする悪徳商人。
庄屋儀兵衛
用水を建設して村を豊かにしようとする商人。百姓達に慕われている。「百姓は領主がいくら取ってもそれを追い越すほど豊かにならなければならない」と語る現実を見据えた理想主義者。サスケを説得して盗んだ御用金を利用して用水工事を行い、足りない工事費を捻出するためには敵対する銭屋さえも抱き込む。用水の完成後、御用金強奪の罪を問われて奉行に刺客を差し向けられるが、自分を殺すことで刺客の侍が百姓に怨まれないようにと自ら切腹して果てる。
榊原
水死した郡奉行に代わって赴任してきた二代目奉行。立派な人物で十兵衛がニセ奉行を演じて由比正雪らの陰謀を探ったことも快く許し、一揆を解散させるために百姓達の前で切腹する。

## 登場する技・術
火遁・土遁・水遁といった有名な遁術は省き、ここでは主に白土作品オリジナルの技を紹介する。

### サスケたちが使う術
猿飛の術
樹の上、空間を問わず猿のように自由自在に移動する術。猿飛忍法の基礎を成すものであり、相応の体術が伴わなければならない。
微塵がくれ
出口の無い洞窟などの地面が土になっている狭い空間に入り、自土の中に潜って身を隠した上で仕掛けた火薬を爆発させる。
追ってきた相手を爆殺したり、身代わりの死体を用意して自爆したと見せかけたりして欺く甲賀忍術のひとつ。
分身の術
半秒と同じところにとどまらず素早い速さで移動し、四方八方へ現れては消えることで自分を何人にも見せる。八つ身〜十身以上できなければ一人前の忍者ではない。
サスケはかつて四つ身ができたが、小猿を育てたり農作業に従事したりする間に腕が落ち、三つ身までしかできなくなってしまう。
影分身
自分とそっくりの影武者を複数人立てて欺く。もしくは影武者とともに分身を行うことで通常よりもはるかに多くの分身を作り出して相手を惑わせる。通常の分身と区別するため影分身と呼ばれる。
サスケは母の双子の妹の4人の息子たちが自分とそっくりなため影分身が成立しており、柳生十兵衛に襲撃されたサスケを救うため叔母が息子たちをけしかけて分身の術を行使させたことで難を逃れた。また、九鬼一族の長・炎海の4人の息子たちは4つ子であることを利用してサスケ親子と叔母を惑わし追い詰めていった。
八方つぶての術
素早く移動して色々な場所から相手に手裏剣を投げ、味方が何人もいるかのように見せかける。
こだま返しの術
相手に崖上に逃げたと見せかけ、崖下に戻ってきて土遁の術で身を隠す。
風移し
声を出せない場合、風に乗せて羽毛を流して仲間に合図を送る。植物の種や紙を使うこともある。
移し身
動物の皮をはいでその中に入り、動物になりすまして相手の目をくらます。
炎がくれの術
炎に包まれて自分が燃えているように見せかけ、赤い布と耐火性の強い布に身を隠しながら地面に潜って身を隠す。火遁の術と土遁の術の組み合わさったもの。
火遁ほうせん花の術
炎の中に隠れ、赤い布をまとって飛び出して火が飛び散ったように見せかけて逃げる。
竜神の術
水上に浮かべた筏で焚き火をして、上から巨大な筒をかぶせることで筒の中の酸素を薄くして周囲の水を吸い上げる。ヒスイが沈んでいる沼の水を吸い上げるために大猿が弾正に教えた。
火焔車
トゲのついた縄を自分の周りにめぐらし、その縄に沿って火薬をまいておく。敵が縄にかかった瞬間、自分は飛びのいて火薬に火をつけて相手を焼き殺す。
目が見えない相手、口がきけない相手の襲撃を予測した時に予防法として予め仕掛けておく。
蛍火の術
ヒカリゴケや海ボタルを使って自分の体を発光させて相手を驚かす。ヒカリゴケは月の光が無いと光らないという弱点があるが、海ボタルは水をかければいつでも光らせることができる。
岩石なだれ渡り
追ってくる敵を岩場の崖に誘い込み、岩崩れを起こして多数の敵をまとめて倒す術。自分自身の足元の岩ごと崩した後、落下する岩石の不規則な動きに合わせて石から石へと飛び移って回避しなければないため難易度が高い。
ギダンの法
忍法を構成する「三活法」の1つ、「練活」における訓練法の1つで、自分の体重を消す法。濡れ紙や水面に敷いたムシロの上を歩いて練習する。
春花の術
敵の風上に立ち、粉末状の痺れ薬をまく。風向きの読みを間違えると自分に降りかかってしまう。
帰り山彦
身体に鈴をつけて敵と戦い、相手が鈴の音を意識するようになったら様々な場所に仕掛けた鈴で相手を惑わして動きを封じたり罠に誘導したりする。
鈴以外にも状況に応じて様々なものが利用される。
霧がくれの術
霧を発生させて相手の視界を奪ったり惑わしたりする術。霧隠才蔵が得意とする。
霧ケシの術
分身の術よりもすばやい動きで多数の敵を幻惑し、高い木にひっかけておいた縄を敵の数名に結びつけ、合図と共に上空高く持ち上げてしまう。瞬間的に仲間が消されたように見えるため、敵はパニックに陥る。霧隠才蔵が得意とする。
送り筒
長い筒を地面に埋め、遠く離れた場所から声を出して敵をあざむく。
内観の法
自分に暗示をかけ、身体や心の病を治す。一種の自己催眠術。
寸白（すばく）の法
弱い毒素を持つ虫や木の実を食べて一時的に病気の容態を装う。
空蝉（うつせみ）の術
セミの抜け殻は木にとまっているように見えても本体は既に別のところにあることから名づけられた術。色々な道具や動物を使って遠くにある草木を遠隔操作し、敵がそれに気を取られた隙を狙って逃走したり攻撃したりする。
エトリの術
領主の鷹狩りに従事する鷹使いの下につく役職「餌取」に従事する人々が、鷹の餌の確保のために動物を殺傷する中で編み出した様々な技術の流れをくむ猿飛忍法の内の1つ。
水のない場所での水分補給の手段で、動物の血液を飲むことで喉の渇きを癒す。
蚊幕
敵の通りそうなところへしびれ薬を塗った毛針を仕掛けておく。
犬万
ミミズの死骸を腐らせたもので強烈な悪臭を発する。猫に効くマタタビのような効果があり、周囲の犬を呼び寄せる。
犬憑き
風移しの応用技。犬万を染み込ませた羽を相手に取りつけて犬を呼び寄せ動きを封じる。

### サスケの敵が使う術
炎しばりの術
火を使っている相手に口中に含んだ石油・アルコール等を吹きかけて引火させる。脅かし程度であり、対象を焼却するほどの威力はない。
服部半蔵・霧隠才蔵が使用した。
おぼろ影
反射幻灯で自分の姿をいくつも投影して相手を惑わし、その隙に後ろから攻撃する。
服部半蔵の得意技。
くぐつ剣
分銅のついたテグスを刀に結びつけ、木の枝を通して操ることで刀が自在に空を飛ぶように見せかけて相手を圧倒する。
柳生但馬と柳生十兵衛が使用する陰流忍法。
くもしばりの術
細く強いヒモをクモの糸のようにして投げて相手を捕らえる。
忍剣矢車
刀をブーメランのように回転させながら投げつける。糸瓜斬死郎が使用した。
闇笛の法／闇笛の術
鬼姫の得意技。主に夕暮れ以降の暗い空間で笛を吹いて毒蛇を呼び寄せ、敵の背後から噛みつかせて一瞬にして死に至らせる、九鬼一族に伝わる忍法。「闇笛の術」はアニメ版での呼称。
水月の法
水に映った月のように注意を他に向けさせ、それに気をとられた相手を倒す法。謎の伊賀忍者は燐光を放つ物体を操って宙に飛ばして大猿の注意を引こうとした。
身虫（みのむし）の術
敵の中に身虫（＝自分たちにとって有利に利用できる存在）となる人間を見出し、味方のために利用する術。
半助は岩見長吉をそそのかして父の仇討ちを決意させると同時に長吉の持っていた握り筒にネンドを詰めておき、不知火陣内に敗れた長吉の死体を川に流して大猿を動揺させることで冷静な判断力を奪い、大猿に長吉の握り筒を使わせるよう誘導して視力を奪った。
毛針流し
風になびく長髪をからませて相手を襲う術だが、原理的な部分は不明。根来三人衆の一人が使用する。
打ち根
別名「手突き矢」。弓を使わず矢を投げて敵に命中させる術。根来三人衆の一人が「毛針流し」と併用する。
影ヌイの術
相手の影の手足の部分に手裏剣やクナイを打ち込み「影が縫われて動けない」という暗示で瞬間的に催眠術をかけ、身動きをとれなくする。催眠術にかかりにくい相手には事前に後催眠暗示をかけてから使用する。トバリの半助の得意技。
まよい葉
ササの葉に毒針をつけて相手の上から落とす。ひらひらと舞い落ちる落ち葉に殺気は無いため、忍者でも察知できない。四貫目が使用した。
陽炎の術
ロウで作った身代わりの人形を燃やして自分が消失したように見せかける。四貫目が使用した。

### その他の術
無眼流
伊吹兵馬が編み出した剣法。その極意はおのれの呼吸を数えて無我の境地に入り、敵の気配を察知する。大猿も同じ原理を利用した剣法で不知火陣内を倒した。
回転いなずま斬り
高い木の上から飛び降りて落下しながら相手を袈裟斬りにして、その反動で回転して地面に降り立つ。
地泣き剣法
八平次の使う必殺剣。地面に刀を突き刺して構え、襲ってくる相手に土をかけて目潰ししながら斬る。

## 登場する武器
飛竜
手で持つ小型の大砲（原始的なロケット砲）。別名は飛火筒。豊臣方の新兵器で、大猿大助が届けようとしたが、大坂夏の陣に間に合わなかった。作中では大型のこけしに偽装されていた。
風車手裏剣
超大型の十字手裏剣。鎧を着た相手にも突き刺さり、胴体を切断するほどの威力を持つ。持ち運びの際は背中に背負う。大猿大助が糸瓜狂之助を倒す際に使用した。
テクモのファミコンゲーム『忍者龍剣伝』シリーズでも、同名の武器を使用した忍術が登場している。
円月剣／円月手裏剣
「微塵」に対抗してサスケが作り上げた手裏剣。投げるとブーメランのように手元に戻ってくる。物陰に潜み忍んでいた糸瓜斬死郎を気配を頼りにこれで倒した。
アニメ版では「円月手裏剣」の名で登場。
微塵
鉄の輪の三方にトゲのついた分銅を鎖で繋いだ特殊武器。振り回したり、投げて攻撃したり、相手を鎖でからめとったりと多様な使い方ができる。糸瓜斬死郎が使用する。
血潮ゴマ
芯の部分にドリル状の針が仕込んである特殊なコマ。相手の脳天や心臓にこれを乗せると回転するたびに針が突出し、体内にまで突き通って相手に致命傷を与える。手ごわい相手には催眠術をかけてから使用する。
短筒付短剣
一見すると普通の短剣だが、実は短筒がついた護身用武器。九鬼一族の一人がこれで石猿の妻を負傷させた。
歯車式六連発銃
ガトリング銃の様な形状をした六連発ライフル。九鬼一族の一人が独自に考案して作り出した。
雷神
小型の持ち運び式大砲。飛竜よりも一回り大きく、木の台座に据えて使用する。九鬼一族の一人が使う。
ヨーヨー
両手で操り敵にぶつける。霧隠才蔵が使う。
根来黒刃の太刀
根来衆が使う特殊な太刀。刃の部分が黒く塗ってあるので月夜でも光らず、敵に悟られずに攻撃できる。
磁力刺股
磁石製の刺股。周囲に鉄ビシをまかれても吸い寄せて投げ返すことができる。柄の部分に穴が開いており、穴に差し込んだ棒を使いテコの原理で受け止めた敵の刀を破壊できる。根来衆・鬼コブが使う。
千本
両端を尖らせた鉄製の串。手裏剣のように相手に投げつける。素の殺傷力は低いが先端に毒を塗るなどして威力を補う。また的確に急所を突けば一撃で相手を死に至らしめることができるため、足止め程度で一撃で命を奪うまでには至らない手裏剣よりも恐ろしい武器とされる。トバリの半助が使う。
握り筒
小型の単発式鉄砲。レバーを握ると発射する。これを持っていたために長助は自信を持ち、不知火陣内に単身決闘を挑んでいった。
雷発手裏剣
筒状の棒手裏剣の中に刀と火薬が仕込んであり、命中すると刀が飛び出して爆発する。シコロ、服部半蔵が使用する。
カブト割り
四貫目が使う金属製のつぶて。胴体中央に穴の開いたものと開いていないものの2種類がある。穴の開いたものは笛のような音を立てながら飛び、開いていないものは無音で飛ぶ。この2種類を使い分け、音の出るカブト割りに相手が気を取られているすきに敵の目の死角をついて無音のカブト割りをなげ、防御力が弱く致命傷に至りやすい頭部を狙って攻撃する。
原理を完全に把握していないと回避するのは難しく、サスケは先の戦いで死亡した忍びからはぎ取った鎖帷子を投網のようにして使い、これを防いだ。
不動輪
鉛が入った手錠。これを投げつけて手足にはめることにより相手の運動能力を低下させる。
モミジ手裏剣
由比正雪の使うブーメラン型の手裏剣。真ん中に穴が開いており、ここに針金と猛毒を塗った毛針を結び付けておくと敵は毛針に気づかず手裏剣を避けても毒にやられてしまう。こうして敵を倒す技を「モミジ毛針流し」と呼ぶ。
百法筒
金井半兵衛が使う鋼鉄製の特殊な釣竿。折りたたみ式で普段は短くして持ち歩き、長く伸ばして毒針をつけたテグスを振り回して敵を倒す。また先端のアダプターを取り替えることにより小型の槍、マジックハンド、吹き矢、遠方への盗聴など様々な用途で使用する。
鬼車
矢も槍も効かない木製の巨大な歯車。中には重心がついており、滑車で重心を移動させることにより坂道でも自在に登ることができる。サスケはこれに乗って奉行所から藩の御用金を一万両近く盗み出した。

## ソノシート
『少年』連載中にソノシート化されている。ここで聞かれる主題歌はアニメ版のものとは異なり、『黄色い手袋X 幻の漫画フォノシート主題歌コレクション』（ウルトラヴァイブ、CDSOL-1152）で初CD化された。
「サスケだおれは」
作詞 - 阿部進 / 作曲 - 西山真彦 / 歌 - 吉田亜矢
「ちびっこ忍者サスケ」
作詞 - 鎌田忠良 / 作曲 - 阿部皓哉 / 歌 - 上高田少年合唱団

## テレビアニメ

### 解説
1968年9月3日から1969年3月25日までTBS系列局で放送。TCJ（現・エイケン）とTBS（東京放送）の共同製作。森永製菓の一社提供。カラー作品。全29話。最高視聴率は20.8%。
劇中ナレーションは勝田久が担当。勝田は劇中で使用される武器や忍術の解説だけでなく、オープニング冒頭のナレーションも担当している。
基本的に各回の冒頭でサブタイトルと話数が表示されるが、第1話では本編開始から約5分ほど経過してサブタイトルと話数が表示された。第2話以降ではサブタイトルを表示する前に冒頭で前回のあらすじを説明するナレーションが入る回もある。この場面で使用される映像は前回の映像を編集したものではなく、淡い色で着色された水彩画タッチのイラストを使って前回のダイジェストとして映していく形式だった。
アニメ化の時点で原作は既に完結していたが、2部構成の原作のうち明るい作風である第1部のみでアニメは終了し、大猿大助とサスケがキリシタンの住む隠れ里に身を寄せて新しい家族を得るハッピーエンドで最終回となる。『宇宙少年ソラン』以来続いた森永製菓提供の子供向け番組は、本作の最終回をもって終了した。
このアニメ化に合わせ、『週刊少年サンデー』で白土自身によるリメイク版『サスケ』が連載された。連載期間は1968年31号から1969年22号までの全42回。これは先の『少年』連載分の再掲載ではなく、コマ割りや構図などを変更して新規に描き直したものである。このリメイク版の単行本化・復刻は現在のところ実現していない。

### スタッフ
オープニングクレジットに無いものは、キングレコード版のサウンドトラック付属のライナーノーツの情報に基づく。
- 企画 - TBS＜映画部＞
- 原作 - 白土三平
- プロデューサー - 大友和夫
- 脚本 - 田代淳二（全話）
- 音楽 - 田中正史
- 作画 - 菰岡静子、芦田豊雄、木村光男
- 動画 - 毛内節夫、月川秀茂、金子勲、福田皖
- 美術 - 大隅敏弘、遠藤守俊、久保陽彦、泉谷実
- 音響監督 - 小松恒弘
- 制作 - TCJ、TBS

### 主題歌
レーベル：『サスケ』のレコード版（演奏 - テレビラウンジ・オーケストラ）は編集によって3種類あり、「サスケのテーマ」の後で主題歌につながるバージョン、冒頭に勝田久のナレーションのみが入るバージョン、主題歌のみのバージョンが確認されている。
サウンドトラック盤としてLP『サスケ』（1981年キングレコード、K22G－7016）、CD『懐かしのミュージッククリップ13 サスケ』（1997年東芝EMI、TOCT-9813）の2種がある。
オープニングテーマ「サスケのテーマ」
作曲 - 田中正史 / ナレーション - 勝田久
歌は無く、「サスケのテーマ」に合わせて「光あるところに影がある」という口上で始まる勝田久のナレーションが入り、最後は「サスケ、お前を斬る!」で締めるというもの。アニメーションではサスケのほか、「命を賭けて歴史を作った影の男たち」として半蔵、十兵衛などの忍者も登場する。
劇中BGMとしても使われているほか、主題歌終了後にもエンドタイトルとして「サスケのテーマ」ショートバージョンが流れる。このときのアニメーションは赤一色のバックに無数のカラスが飛び去った後でサスケを映したカットになり、夕焼けをバックに荒野の彼方へとサスケが一人去っていくという形で終わる。
なおオープニングの後半には、タイトルの「サスケ」、そして原作・脚本・音楽担当者がクレジットされた後、本放送時には戦場とサスケをバックに「制作 TCJ TBS」のクレジットが出されていたが、後年他局（主に日本テレビ）で再放送された時は、夕焼けの空をバックにした「制作 エイケン」に差し替えられた。オリジナル版は東映ビデオ『エイケンTVアニメ主題歌全集』（ビデオソフト・LD・DVD）で見ることができる。
このオープニング曲はレコード番長として知られる須永辰緒（Sunaga t Experience）によるカバーが存在する。須永辰緒は自身のアルバムで二度カバーしており（一度目はアルバム「A Letter from Allnighters」<2006/5/24 flower records>の10曲目に収録）、2019/4/24リリースのアルバム「Suomenlinna / スオメンリンナ」<PLAYWRIGHT>の4曲目に収録された「Sasuke」では、オリジナルの勝田久のオープニングナレーション部分を近田和生が担当している。
エンディングテーマ「サスケ」
作詞 - 三浦久純 / 作曲 - 田中正史 / 歌 - ハニーナイツ
エンディングのアニメーションに登場するのはサスケ一人。月夜を駆けていくサスケを映したものとなっており、微塵隠れの術や分身の術を使用している。現存する映像では歌詞が表示されるだけでスタッフやキャストなどは表示されない。
アニメ本編でも刺客との戦いの場面で使用されているほか、最終回のラストシーンでは半蔵の使う術「おぼろ影」を歌った3番が使用された。
挿入歌「かあさんの歌（サスケのわらべうた）」
作詞 - 三浦久純 / 作曲 - 田中正史 / 歌 - 岡田恭子
第1話でサスケが母と入浴している場面のほか、サスケが母のことを回想する場面などで使用された。

### 各話リスト
| 話数 | 放送日        | サブタイトル | 演出                          |
| ---- | ------------- | ------------ | ----------------------------- |
| 1    | 1968年 9月3日 | 風移し       | 鳥居宥之                      |
| 2    | 9月10日       | 謎のこけし   | 山口峯靖                      |
| 3    | 9月17日       | 炎がくれ     | 村山修                        |
| 4    | 9月24日       | 通り魔       | 鳥居宥之                      |
| 5    | 10月1日       | 人喰魚       | 山口峯靖                      |
| 6    | 10月8日       | 竜神         | 村山修                        |
| 7    | 10月15日      | まぼろしの母 | 高垣幸蔵                      |
| 8    | 10月22日      | 九鬼一族     | 河内功                        |
| 9    | 10月29日      | 人買い       | 村山徹                        |
| 10   | 11月5日       | 鬼姫         | 山口峯靖                      |
| 11   | 11月12日      | 闇笛         | 村山修                        |
| 12   | 11月19日      | 砂地獄       | 鳥居宥之                      |
| 13   | 11月26日      | 百鬼示現斉   |                               |
| 14   | 12月3日       | 忍術対幻術   | 高垣幸蔵                      |
| 15   | 12月10日      | 四つの命     | 山口峯靖 河内功               |
| 16   | 12月17日      | 赤い雨       | 村山修                        |
| 17   | 12月24日      | 霧消し       | 村山徹                        |
| 18   | 1969年 1月7日 | 霧隠才蔵     | 鳥居宥之                      |
| 19   | 1月14日       | 回転稲妻斬り | 河内功                        |
| 20   | 1月21日       | 縄張り       | 高垣幸蔵                      |
| 21   | 1月28日       | おとし穴     | 山口峯靖 河内功               |
| 22   | 2月4日        | 隠れ里       | 鳥居宥之                      |
| 23   | 2月11日       | すがる谷     | 河内功                        |
| 24   | 2月18日       | 吹雪の愛     | 村山修                        |
| 25   | 2月25日       | 影ぬい       | 河内功                        |
| 26   | 3月4日        | 白い鹿       | 鳥居宥之（前半） 村山（後半） |
| 27   | 3月11日       | 不死身の男   | 村山徹                        |
| 28   | 3月18日       | おぼろ影     | 村山徹                        |
| 29   | 3月25日       | 走れ!サスケ  | 大西清                        |

※各話の演出のデータは、キングレコード版のサウンドトラック付属のライナーノーツの情報に基づく。

### 放送局
同時ネット
全局、火曜 19:00 - 19:30にて放送。
- TBS（制作局）
- 北海道放送[4]
- 青森放送[5]
- 岩手放送[5]
- 秋田放送[6]
- 山形放送[7]
- 東北放送[7]
- 福島テレビ[7]
- 新潟放送[7]
- 北日本放送[8]
- 北陸放送[8]
- 福井放送[8]
- 信越放送[9]
- 山梨放送[9]
- 静岡放送[10]
- 中部日本放送[11]

- 朝日放送[12]
- 日本海テレビ[13]
- 山陰放送[13]
- 山陽放送[14]
- 中国放送[14]
- 山口放送[15]
- 四国放送[12]
- 南海放送[15]
- 高知放送[15]
- RKB毎日放送[16]
- 長崎放送[16]
- 熊本放送[16]
- 大分放送[15]
- 宮崎放送[17]
- 南日本放送[17]
- 琉球放送[18]

## 前後番組
| TBS系列 火曜19:00枠 （森永製菓一社提供枠）          | TBS系列 火曜19:00枠 （森永製菓一社提供枠） | TBS系列 火曜19:00枠 （森永製菓一社提供枠）      |
| 前番組                                              | 番組名                                     | 次番組                                          |
| --------------------------------------------------- | ------------------------------------------ | ----------------------------------------------- |
| キャプテン・スカーレット （1968年1月2日 - 8月27日） | サスケ （1968年9月3日 - 1969年3月25日）    | でっかくいこう （1969年4月1日 - 1970年3月24日） |